# 로베르토 전투
로베르토 전투(영어:Battle of Rovereto, 프랑스어:Combat de Rovereto)는 대개 로베르도 전투(Battle of Roveredo)로 알려져 있으며, 1796년 9월 4일 프랑스 혁명 전쟁 당시 프랑스 군대와 오스트리아 군대가 맞붙은 전투를 말한다. 이 전투는 북부 이탈리아 로베르토시 근처에서 벌어졌으며, 전투 결과 프랑스의 승리로 끝났다.

## 참조
- Smith, D. The Greenhill Napoleonic Wars Data Book. Greenhill Books, 1998